# Frank Teichmüller

Frank Teichmüller bei der Mai-Kundgebung des DGB in Hamburg 2018

Frank Teichmüller  (* 18. September 1943 in Königsberg) ist ein deutscher Jurist und Gewerkschafter. Von 1986 bis 2005 war er  Bezirksleiter der IG Metall Bezirk Küste.

## Werdegang
Frank Teichmüller, Sohn von Ruth Teichmüller geb. Gauda und Carl Hans Teichmüller, besuchte in Hamburg-Eidelstedt die Volksschule von 1950 bis 1954 und anschließend die Gymnasien in Hamburg-Eimsbüttel und Hamburg-St. Georg von 1954 bis zum Abitur 1964. Von 1964 bis 1966 leistete er seinen Wehrdienst  ab. Anschließend studierte er  Rechtswissenschaft an der Universität Hamburg. Die Erste juristische Staatsprüfung legte er am 27. Oktober 1970 ab. Vom 1. Januar 1971 bis 28. Februar 1974  war er Gerichtsreferendar am Hanseatischen  Oberlandesgericht in Hamburg. Die Große juristische Staatsprüfung folgte am 22. Februar 1974.
Von 1972 von 1973 war er als Praktikant und Referendar in der IG Metall Bezirksleitung Küste. Am 4. März 1974 wurde er als Abteilungsleiter in der Vorstandsverwaltung der IG Metall in Frankfurt am Main angestellt. Am 1. Oktober 1975 wechselte er als Rechtsschutzsekretär in die Verwaltungsstelle der IG Metall in Hamburg. 1977 wurde er Sekretär für den Hafen und die Südregion der IG Metall Verwaltungsstelle Hamburg. Ab 1. Januar 1980 wurde er Bezirkssekretär in der IG Metall Bezirksleitung Küste. Zum 1. November 1986 wurde er in das Amt Bezirksleiter der IG Metall Bezirk Küste gewählt und war damit zuständig für Schleswig-Holstein, Hamburg, Bremen das nordwestliche Niedersachsen; nach der Wiedervereinigung auch Mecklenburg-Vorpommern. 1993, als Nachfolger von Franz Steinkühler und 2003 als Nachfolger von Klaus Zwickel war er als Vorsitzender der IG Metall im Gespräch. Er ging zum 31. Dezember 2004 als Bezirksleiter der IG Metall Bezirk Küste in den Ruhestand; seine Nachfolgerin wurde Jutta Blankau. Weiterhin gehört Teichmüller zu den Rednern bei Erster-Mai-Kundgebungen und Jubilarveranstaltungen der Gewerkschaft.
Er wird – laut Deutsche Presse-Agentur – dem gewerkschaftsinternen Lager der Reformer zugeordnet und saß als Arbeitnehmervertreter in den Aufsichtsräten u. a. der Howaldtswerke-Deutsche Werft, der Bremer Vulkan, bei Blohm + Voss und Airbus. In seine Amtszeit fielen  der Niedergang des deutschen Schiffbaus und das Ende des Bremer Vulkans, der Kampf um die 35-Stunden-Woche, der Stellenabbau bei Airbus in den neunziger Jahren und der Fall der Mauer und die damit verbundene Ausdehnung des Bezirks. Er verstand es, kämpferische Attitüde mit taktischer Geschmeidigkeit zu verbinden und sich sowohl in der eigenen Organisation als auch bei den Arbeitgebern Respekt zu verschaffen.

## Sonstige Aktivitäten
In seinem Ruhestand gründete er den Kulturverein im Gewerkschaftshaus, dessen Leiter er viele Jahre war. Sein Ziel war die Belebung des Gewerkschaftshauses durch Lesungen, Musikstücke, Kabarett, Kunstausstellungen – auch in Zusammenarbeit mit der Geschichtswerkstatt St. Georg und dem  Kabarett das Politbüro. Zusammen mit dem Verein Mehr Demokratie setzt er sich für effektive Volksentscheide in Hamburg ein und ist Mitglied im Kuratorium der Internetplattform abgeordnetenwatch.de. Außerdem war er mehrere Jahre Beiratsmitglied der gewerkschaftliche Arbeitslosenbetreuung „Dau wat“ in Rostock.
Im November 2008 trat Teichmüller nach 36 Jahren aus der SPD aus wegen einer umstrittenen internen Wahl des damaligen Direktkandidaten Danial Ilkhanipour zur Bundestagswahl.

## Privates
Teichmüller wohnt in Hamburg. Seit Anfang der 70er-Jahre ist er verheiratet mit der ehemaligen Vizepräsidentin des Arbeitsgerichts Hamburg und  Mitglied des Hamburgischen Verfassungsgerichts Ingrid Teichmüller (geb. Heldt) und hat zwei Söhne.

## Zitat
„Das Wichtigste sind nicht die Erfolge der IG Metall, sondern dass die Kollegen fühlen, dass sie keine Objekte sind“

## Veröffentlichungen
- Die Behandlung der Einzelfragen des § 37 Abs. 6 BetrVG. (= Schriftenreihe der IG Metall. 63). Bund-Verlag, Köln 1975, ISBN 3-7663-0102-0.
- Der Streit um § 37/6 BetrVG: Eine Zwischenbilanz. In: Der Gewerkschafter. 3/75, S. 45.
- Schulung von Betriebsräten. In: Der Gewerkschafter. 2/75, S. 47.
- Die Betriebsänderung. Bund Verlag, 1983, ISBN 3-7663-0590-5.
- Das Lehrstück §37 Abs.6. (= Arbeitsheft der IG Metall. 712). 1976, DNB 800808533.
- AG Weser gerettet? In: Der Gewerkschafter. August 1981, S. 24.
- Probleme im Schiffbau und strukturpolitische Vorstellungen der Gewerkschaften. Arbeitspapiere der Kooperationsstelle Universität/Arbeiterkammer, 1983.
- Probleme der Beschäftigungspolitik aus gewerkschaftlicher Sicht. In: Beschäftigungspolitik für Bremen. Universität Bremen, 1985.
- Modell Japan Teil 1. In: Sozialismus. 12/88, S. 60ff.
- Modell Japan Teil 2. In: Sozialismus. 1/89, S. 60ff.
- Den Schiffbau erhalten und modernisieren. In: Die Zukunft Schleswig Holsteins. Verlag C.H. Wäser, 1990, ISBN 3-87883-043-2.
- Wandel des deutschen Produktionsmodells. In: Im Zeichen des Umbruchs – Beiträge zu einer anderen Standortdebatte. Verlag Leske + Budrich, 1995, ISBN 3-8100-1440-0.
- Flächentarifvertrag und Betriebspolitik. In: Erosion oder Erneuerung. VSA, 1998, ISBN 3-87975-705-4.
- Brauchen wir den DGB noch? In: Gewerkschaftliche Monatshefte 12/98, S. 806ff.
- Über die Kunst, die Arbeitslosigkeit zu halbieren. In: Sozialismus. 2/99, S. 23ff.
- Die Zukunft des Flächentarifvertrages. In: Sozialismus. 12/2000, S. 22ff.
- Auf dem Boden bleiben. In: Warum sich die IG Metall verändern muss. (= Metall Debattenheft. 1/2001). DNB 964345811.
- Der Arbeit wieder ein Maß geben. In: Sozialismus. 6/2001, S. 35.
- Betriebsnahe Tarifpolitik. In: Interventionen wider den Zeitgeist. VSA, 2001, ISBN 3-87975-831-X.
- Unternehmen und Gesellschaft – Zur Zukunft der Tarifpolitik. In: Gegen die Marktorthodoxie. Festschrift für Rudolf Hickel, VSA, 2002, ISBN 3-87975-844-1.
- Recht auf gemeinsamen Kampf. In: Frankfurter Rundschau. 7. Juli 2003, S. 8.
- Jurist und Wirklichkeit. In: Passion Arbeitsrecht. Liber amicorum Thomas Blanke. Nomos, 2009, ISBN 978-3-8329-3776-8.